# Остхаузен-Вюльферсхаузен
Остхаузен-Вюльферсхаузен (нем. Osthausen-Wülfershausen) — община в Германии, в земле Тюрингия. 
Входит в состав района Ильм. Подчиняется управлению Рихгаймер Берг.  Население составляет 537 человек (на 31 декабря 2010 года). Занимает площадь 14,75 км².

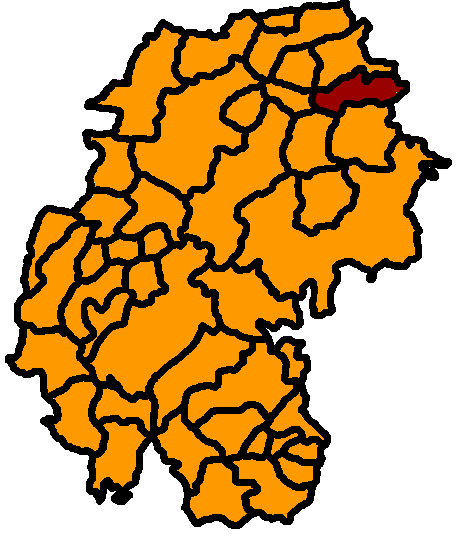
Остхаузен-Вюльферсхаузен